# Gemmes et Moires
Gemmes et Moires est un recueil de poésie d'André Corthis publié en 1906 aux éditions Fasquelle et ayant reçu la même année le prix Femina.
C'est, avec Le Jardin des dieux d'Edmond Gojon, le seul recueil de poésie à avoir reçu le prix Femina au XXe siècle.

## Éditions
- Gemmes et Moires, éditions Fasquelle, 1906.